# Franz Servatius Bruinier
Franz Servatius Bruinier (* 13. Mai 1905 in Biebrich; † 31. Juli 1928 in Berlin) war ein Komponist und Pianist niederländischer Herkunft. Er ist vor allem bekannt geworden als der erste professionelle Komponist, mit dem Bertolt Brecht zusammenarbeitete. Von ihm stammt, meist gemeinsam mit Brecht selbst erarbeitet, ein Teil der Notenanhänge von Bertolt Brechts Hauspostille.

## Leben
Bruinier war ein Sohn des in Deutschland lebenden Niederländers Jan Berend Hendrik Bruinier (1863–1934) und von Sophie Wagner (* 1867), einer Deutschen aus Biebrich. Jan Bruinier arbeitete ab 1904 als leitender Angestellter bei einer Firma in Biebrich und seit 1907 als Geschäftsführer eines Industrieverbands in Berlin. Obwohl er „von seinem 9. Lebensjahr“ an in Deutschland ansässig und berufstätig war, war er Niederländer geblieben und hatte nie die deutsche Staatsbürgerschaft erworben. 1914 hatte er eine Einbürgerung beantragt, der Antrag hatte jedoch keinen Erfolg. Wahrscheinlich waren daher auch die Kinder niederländische Staatsbürger, sicher gilt dies für den älteren Bruder von Franz Bruinier, Ansco Bruinier. Beide Eltern waren musik- und theaterbegeistert. 
Franz S. Bruinier war zusammen mit seiner Zwillingsschwester Anneliese das jüngste von insgesamt sechs Kindern des Paars. Er besuchte zunächst das Paulsen-Gymnasium in Berlin-Steglitz und erhielt zugleich Klavierunterricht. Mit 15 Jahren verließ er die Schule „wegen schlechter Leistungen“ mit der Mittleren Reife und begann ein Studium an der Berliner Hochschule für Musik; der Pianist Egon Petri wird als sein Lehrer genannt.
Frühzeitig begann Bruinier bei lokalen Veranstaltungen öffentlich aufzutreten, zunächst gemeinsam mit zwei seiner Brüder als Klaviertrio (Violine/Violoncello/Klavier) und besonders mit seinem Bruder August Heinrich Bruinier, einem Berufsmusiker (Violine), als Duo. Für zwei Schallplattenfirmen spielte er eine Serie populärer Stücke ein, in einem Fall mit August Heinrich, im anderen Fall mit dem Flötisten Fritz Kröckel. 1924 und 1925 war Franz S. Bruinier Klavierbegleiter von Jean Moreau, einem beliebten Chanson-Sänger, der in Rudolf Nelsons Kabarett Chat noir in der Friedrichstraße auftrat. In diesem Zusammenhang begann er auch zu komponieren: Zwei Shimmys erschienen 1924 im Druck, eine Russische Ballade und eine Gedichtvertonung von Nikolaus Lenau, vorgetragen von Moreau und Bruinier, wurden vom Berliner Rundfunk gesendet. Bruinier arbeitete in diesen Jahren häufig als Pianist und Arrangeur für den Rundfunk. Unter anderem komponierte er Musik zu Walter Mehrings Hörspielreihe Sahara. Auch für verschiedene Berliner Theater war Bruinier damals in großem Umfang tätig. So komponierte er die Musik für eine Märchenvorstellung des Lustspielhauses in der Friedrichstraße und für die Berliner Posse Liebeswirren im Alkoven, die fünfte Folge der Revue Aus dem Rhythmus der Zeiten, die an Luise Werckmeisters „Sommernachts-Theater im Zoo“ gegeben wurde.
Seit November 1925 ist eine Zusammenarbeit von Bruinier und Brecht belegt, die sich offenbar beim Berliner Rundfunk kennengelernt hatten. Auf diesen Monat ist ein Notenmanuskript mit Klaviersätzen für drei Brecht-Gedichte datiert, als Komponist firmiert in zwei Fällen Bruinier allein, in einem gemeinsam mit Brecht selbst. Allerdings ist nur eine dieser Vertonungen im Notenanhang der Hauspostille erschienen: der Alabama Song, freilich dort ohne Erwähnung des Komponisten Bruinier.
Im Herbst 1926 begründete der Ullstein-Redakteur Reinhard R. Braun eine neue Kabarettreihe, die so genannten MA (der Name leitet sich von Montag Abend ab). An deren Konzeption und Durchführung waren August Heinrich und Franz S. Bruinier wesentlich beteiligt, auch zwei weitere Bruinier-Brüder, der Sänger Karl Bruinier und der Jazztrompeter Julius Ansco Bruinier, wirkten regelmäßig mit. Zum Programm zählten sehr unterschiedliche Nummern: Aufführungen von Stücken zeitgenössischer Komponisten (Igor Strawinski, Paul Hindemith, Ernst Krenek) und Lesungen von Werken zeitgenössischer Schriftsteller, melodramatische Szenen, Parodien des etablierten Theaterbetriebs, selbstgeschriebene Revuen und vieles andere. Bruinier spielte sowohl als Komponist als auch als Pianist eine wichtige Rolle: Er schrieb beispielsweise die Musik für Paris brennt, ein Gedicht von Yvan Goll, dessen Text Braun für eine „ekstatische Szene mit Jazz“ bearbeitet hatte, und spielte etwa Das große Tor von Kiew aus Mussorgskis Bilder einer Ausstellung. Brecht war regelmäßiger Besucher der MA-Veranstaltungen und auch als Autor im Programm vertreten, unter anderem im Februar 1927 mit einem gemeinsam mit Bruinier vertonten Song vom Auto.
Aus dem Jahr 1927 sind weitere Kompositionen für Gedichte aus Brechts Hauspostille im Manuskript erhalten, insbesondere für Erinnerung an die Marie A. und die Ballade von der Hanna Cash, zudem für Das Lied vom Surabaya-Johnny. Auch hier erscheinen teilweise Brecht und Bruinier als Tonsetzer, teilweise Bruinier allein.
Den Sommer dieses Jahres verbrachte Bruinier im Harz, wo er als musikalischer Leiter der Festspiele im Bergtheater Thale fungierte. Unter anderem komponierte er dort eine Bühnenmusik zu Friedrich Hebbels Nibelungen. Auf Empfehlung von Tilla Durieux bewarb sich Bruinier in Den Haag erfolgreich als Kapellmeister bei der Niederländischen Operetten-Gesellschaft. Er komponierte dort für eine weitere Revue, und es kam auch im März 1928 zu einem Gastspiel der MA mit dem Programm Mitropa in Amsterdam, das zahlreiche von Bruinier komponierte Nummern enthielt, unter anderem Paris brennt sowie drei Brecht-Lieder.
Im Harz hatte sich Bruinier eine Rippenfellentzündung zugezogen, in Den Haag diagnostizierten die Ärzte dann eine Lungentuberkulose, an der der Komponist im Juli 1928 starb.

## Werk
Bruinier schrieb Gebrauchsmusik für konkrete Anlässe. Dies mag ein Grund dafür sein, dass der größte Teil seiner Kompositionen verschollen ist. Insbesondere sind alle größeren Stücke, so die Bühnenmusiken und die Komposition von „Paris brennt“, verloren gegangen. Allerdings sind zu „Paris brennt“ einzelne Rezeptionszeugnisse erhalten. So rühmte Yvan Goll, also der Textdichter selbst, in einem Brief an Nino Frank die „mimische Aufführung“ von MA „mit der begleitenden Musik eines zwanzigjährigen Komponisten, in der die Marseillaise, Clairons français, die Marche Funèbre und neuartige Bluesklänge meine Verse noch weitaus aggressiver skandierten als in ‚Royal Palace‘“, einer Oper von Kurt Weill mit Text von Goll, die zwei Tage nach der MA-Aufführung in Paris Premiere gehabt hatte. Offenbar benutzte Bruinier also die französische Nationalhymne, Hornsignale, Trauermärsche und andere tradierte Musik als Material und verfremdete sie mit Hilfe zeitgenössischer Harmonien und Rhythmen aus Jazz und Blues. Goll war besonders von der rhythmischen Dimension angetan: „Ein Saal voller junger Leute, die von den Rhythmen mitgerissen wurden.“ Kurt Pinthus schrieb eine ebenso begeisterte Rezension für das Berliner 8 Uhr Abendblatt und pries die „Jazzmusik, die, lyrisch und rhythmisch klärend, mit der Dichtung zusammenschmolz“.
Im Druck oder in Handschriften erhalten sind hauptsächlich Songs, Lieder und verwandte musikalische Kleinformen. Auf der Basis der überlieferten Stücke beurteilt Fritz Hennenberg Bruinier als einen gewandten Komponisten, dessen Fähigkeiten hauptsächlich auf dem Gebiet der effektvollen Textausdeutung lagen. Zu den von ihm vertonten Textautoren gehörten neben Brecht, Goll und Mehring auch Klabund und Frank Wedekind. Hennenberg attestiert Bruinier Sinn für Deklamation, Parodie und Pointen, hält seine Kompositionen aber nicht für originell: „Ein eigener Ton bleibt meist aus, und es kommt nur zur mehr oder weniger geschickten Montage von Klischees.“
Über die Ausdeutung und Illustration von Texten durch Musik, den Schwerpunkt seines Schaffens, hat Bruinier 1927 im Zusammenhang mit seiner Musik zu Sahara auch selbst einen Aufsatz in der Rundfunk-Rundschau publiziert: Die musikalische Hörspiel-Illustration. Dort regte er eine Ausweitung textillustrierender Musik zur „Geräuschmusik“ an und setzte dabei auf die „Finessen des Mikrophons“.
Bruiniers Zusammenarbeit mit Brecht war völlig in Vergessenheit geraten, da Brecht ihn weder in der Hauspostille noch an anderer Stelle erwähnte. Das änderte sich erst 1973, als der vierte Band des Bestandsverzeichnisses von Brechts literarischem Nachlass erschien. Er enthielt Autographe Bruiniers mit einer Reihe von Brecht-Vertonungen aus den Jahren 1925 und 1927, die Brecht aufbewahrt hatte. Die Kooperation der beiden ergab sich offenbar daraus, dass Brecht 1925 die Notenanhänge zur Hauspostille fertigstellen musste und seine Fähigkeiten im Umgang mit der Notation für die Erstellung einer Druckvorlage nicht ausreichten.
Der Anteil Bruiniers an den Brechtschen Liedern variierte vom bloßen Aufzeichnen der von Brecht selbst verfassten Melodien bis zur eigenständigen Komposition, wie die Angaben auf den Manuskripten ausweisen. Ganz von Bruinier stammt demzufolge unter anderem die Musik des Alabama Song, wie sie im Notenanhang der Hauspostille erscheint. Die spätere Vertonung desselben Werks durch Kurt Weill für den Aufstieg und Fall der Stadt Mahagonny verdankt Bruiniers Komposition zumindest die Grundlagen des Deklamationsrhythmus sowie einige Elemente der Melodie.